# Дюбоск, Клод
Клод Дюбо́ск, Дю Боск, Дюбош (фр. Claude Dubosc, Du Bosc, du Bosc; около 1682, Королевство Франция — после 1746, Королевство Великобритания) — французский гравёр, иллюстратор, издатель и торговец эстампами, значительную часть жизни работавший в Лондоне. Видный деятель первой волны французских гравёров-мигрантов, внесший существенный вклад в развитие английских эстампа и издательского дела в первой половине XVIII века; участник клуба «Роза и Корона», также ассоциируемый с окружением живописца Антуана Ватто.

## Биография
Согласно распространённой в литературе версии, имеющей хождение с конца XIX века, Клод Дюбоск родился во Франции примерно в 1682 году, предположительно в протестантской семье. Искусству гравирования он учился, как считается, у Бернара Пикара; по другой версии, Дюбоск был в числе учеников и помощников Гаспара Дюшанжа. Наиболее ранние достоверные свидетельства о Дюбоске относятся к периоду 1712–1713 годов, когда он исполнил два листа для изданного Дюшанжем альбома «Народы Леванта» по оригиналам Жана-Батиста ван Мура, изданного Дюшанжем в 1714 году. К периоду 1714 года относятся два других листа Дюбоска, также изданные Дюшанжем: «Явление Аполлона Фетиде» и «Лето и ликийские крестьяне» (оба — по оригиналам Жана Жувене).
Примерно в 1712–1713 годах Дюбоск и Шарль Дюпюи прибыли в Англию в качестве помощников Никола Дориньи, работавшего над гравированием  картонов Рафаэля, хранящихся во дворце Хэмптон-корт. Из записок гравёра и антиквара Джорджа Вертью известно, что приглашенные гравёры оказались недовольны условиями работы и конфликтовали по этому поводу со своим нанимателем; в итоге, примерно в 1714 году — спустя три года после прибытия в Хэмптон-корт — Дюбоск и Дюпюи разошлись с Дориньи и вернулись в Лондон. В Лондоне Дюбоск уведомил Дюпюи, что задержится на некоторое время перед возвращением во Францию; в действительности он, зная своего коллегу как более способного мастера и как, следовательно, возможного конкурента, решил к этому времени осесть в британской столице. Дюбоск быстро нашёл новых заказчиков — в 1714 году он по заказу Томаса Боулза и Генри Овертона приступил к исполнению серии «Битвы герцога Мальборо» с фресок Луи Лагерра в Бленхеймском дворце, посвященных эпизодам Войны за испанское наследство; для работы над этой серией, вдохновлённой композициями Шарля Лебрена и Адама Франса ван дер Мейлена на сюжеты военных кампаний Людовика XIV, он нанял в качестве помощников ранее переехавшего в Англию Луи дю Гернье младшего и двух вызванных из Франции мастеров: Бернара Барона и Никола-Дофина де Бове. За каждый из шести листов серии, опубликованной в апреле 1717 года и имевшей большой успех, Дюбоску была назначена оплата в восемьдесят фунтов. Ко времени исполнения «Битв герцога Мальборо» относятся две других работы Дюбоска: эстамп «Мавзолей королевы Анны» по рисунку Лагерра и иллюстрации по рисункам дю Гернье ко второму изданию поэмы Александра Поупа «Похищение локона» (1714).
В 1719–1720 годах Дюбоск наряду с другими мастерами был нанят Джеймсом Торнхиллом для гравирования росписей собора Святого Павла, а в 1721 году участвовал в исполнении очередной серии листов с картонов Рафаэля по заказу Томаса Боулза, к которой были привлечены также Бове, Никола Анри Тардьё и Франсуа Бернар Леписье; гравированная Дюбоском серия, однако, не имела успеха, в отличие от ранее исполненной Дориньи. Позднее Дюбоск был нанят Боулзом для участия в гравировании цикла «Деяния Карла I», предпринятого вслед за успехом «Битв герцога Мальборо»; Дюбоск исполнил один лист из этого цикла, опубликованного в 1728 году — «Суд над Карлом I». В то же время — в 1724 году — Дюбоск и Барон были привлечены к гравированию принадлежавших врачу Ричарду Миду картонов Питера Пауля Рубенса на сюжеты истории Ахилла; как сообщает Вертью, в ходе работ между двумя гравёрами возник конфликт, и хотя впоследствии отношения между ними уладились, конечным автором эстампов был указан только Барон. Этот и другие выполненные Дюбоском заказы упрочили его репутацию; по свидетельствам Джорджа Вертью, Дюбоск был в числе ведущих гравёров Лондона и состоял в известном художественном клубе «Роза и Корона».
В 1729 году Дюбоск и Барон, согласно запискам Вертью, предприняли поездку в Париж для установления торговых контактов. К этому времени Дюбоск, устоявшийся в качестве гравёра, начал самостоятельную карьеру издателя в заведении «The Golden Head» на Чарльз-стрит в районе Ковент-Гарден, где также организовал торговлю современными английскими и импортными эстампами, а также работами старых мастеров; в частности, в мае 1740 года Дюбоск продал гравёру и антиквару Артуру Понду том эстампов Рембрандта за 36 фунтов 1 шиллинг. Наряду с этим Дюбоск занялся изданием переводов иллюстрированных книг для английских читателей — в 1733 году он предпринял английское издание «Церемоний и религиозных обычаев» Бернара Пикара, пригласив из Франции в качестве помощника Юбера-Франсуа Гравло; в 1736 году он издал английский перевод «Военной истории герцога Мальборо», а в 1737 году — альбом античных гемм «Antiquities Explained» с текстом Джорджа Огла.
К началу 1740-х годов Дюбоск становится партнёром Уильяма Дарреса по продаже импортных гравюр и книг на углу улиц Хеймаркет и Пикадилли. Совместно с Дарресом Дюбоск выпустил ряд изданий, предназначенных для франкофонных читателей на континенте: французский перевод «Басен» Габриэле Фаэрно (1743), двухтомный указатель к «Типографическим анналам» Мишеля Меттера (1741), «Ремарки» Станислава Понятовского на «Историю Карла XII» Вольтера (1741) и шеститомное издание мемуаров 1-го принца Конде (1743). Последнее упоминание Дюбоска относится к 1746 году, когда в майском выпуске The British Magazine он был указан как издатель плана сражения при Каллодене:126; на основании этого свидетельства некоторые авторы датируют смерть Дюбоска периодом не ранее 1746 года. Считается, что Даррес, остававшийся в качестве видного аукциониста и торговца до 1768 года, продолжал дела Дюбоска. Сообщается, что дочь Дюбоска Мари была замужем за издателем Пьером-Никола Делормелем. Известно о двух портретах Дюбоска, выполненных его товарищами по клубу «Роза и Корона» — один из них, поясного формата «кит-кэт», был выполнен Джоном Смайбертом в марте 1726 года; другой был выполнен Жаном-Батистом ван Лоо во время парижской поездки Дюбоска в 1729 году.

## Творчество
Деятельность Дюбоска в качестве гравёра оценивается невысоко. По мнению антиквара Джозефа Стратта, разделявшемуся рядом последующих авторов, для Дюбоска была характерна «грубая и тяжелая» манера гравирования с «чрезвычайно некачественным» рисунком обнаженной натуры. Корпус эстампов Дюбоска, в значительных количествах находящихся в коллекциях Национальной библиотеки Франции в Париже и Британского музея в Лондоне, довольно разнообразен — в него входят работы на исторические, религиозные, мифологические и жанровые сюжеты по оригиналам как современных ему авторов, так и «старых мастеров». Помимо вышеназванных, туда относятся аллегории на смерть королевы Анны Стюарт и коронацию Георга I по оригиналам Луи Шерона (1715), «Суд над Карлом I» по оригиналу Питера Ангелиса для серии «Деяния Карла I» (1728) и — совместно с Бароном — картоны Питера Пауля Рубенса на сюжеты истории Ахилла (1724). Помимо вышеупомянутых Дюбоск выполнил для Джеймса Торнхилла гравюры с росписей собора Святого Павла, а для Боулза и Питера Тиллеманса — одни из первых гравюр на спортивные сюжеты. Он гравировал и издавал работы по оригиналам французских художников (в частности известны восемнадцать эстампов Дюбоска с картин и рисунков Антуана Ватто и «Великодушие Сципиона» по оригиналу Никола Пуссена) и новаторские английские эстампы, в том числе серию видов Чизик-хауса.

## Галерея

Избранные работы
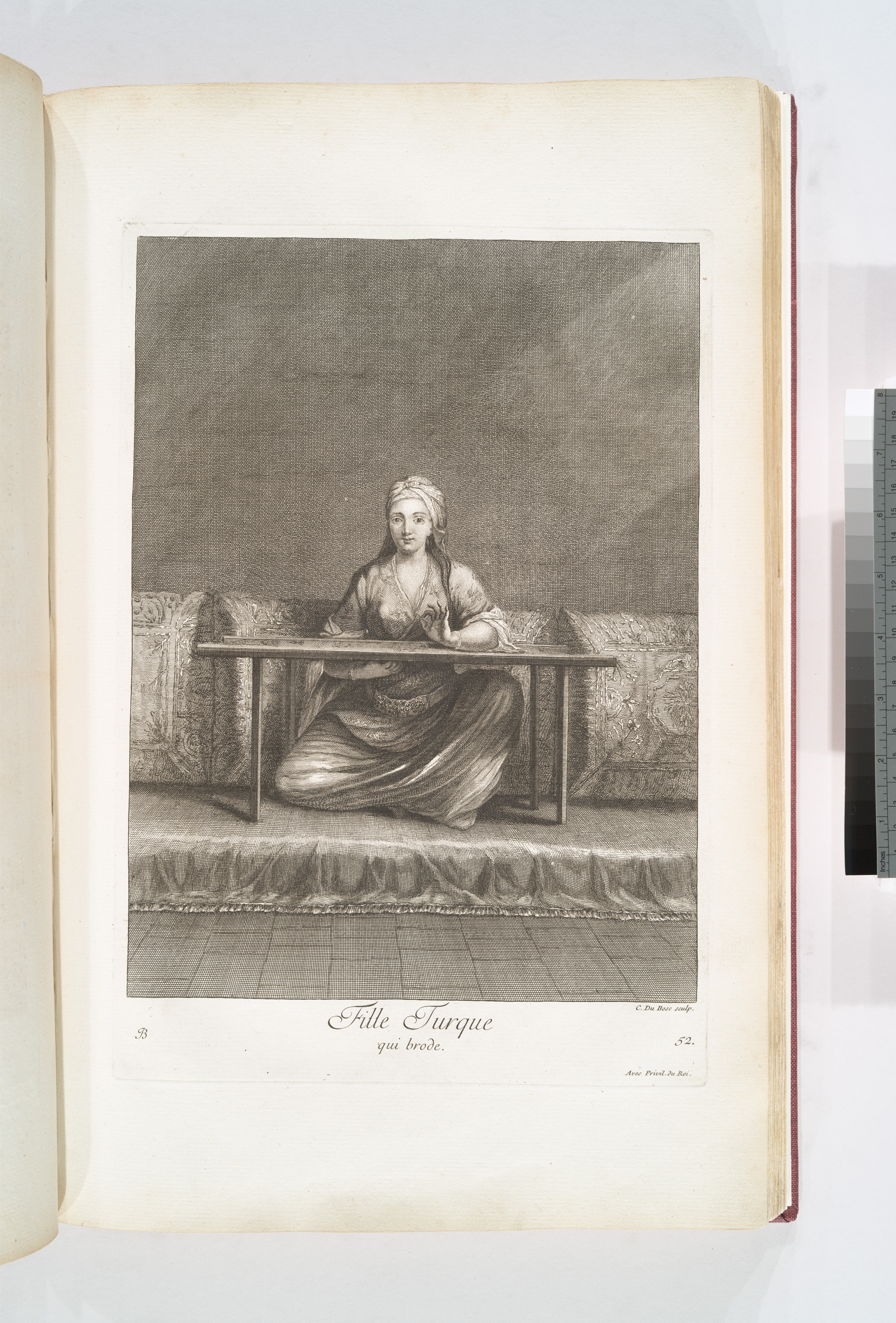
Турчанка за вышиванием Из альбома «Народы Леванта», по оригиналу Жана-Батиста ван Мура[фр.] Публичная библиотека, Нью-Йорк
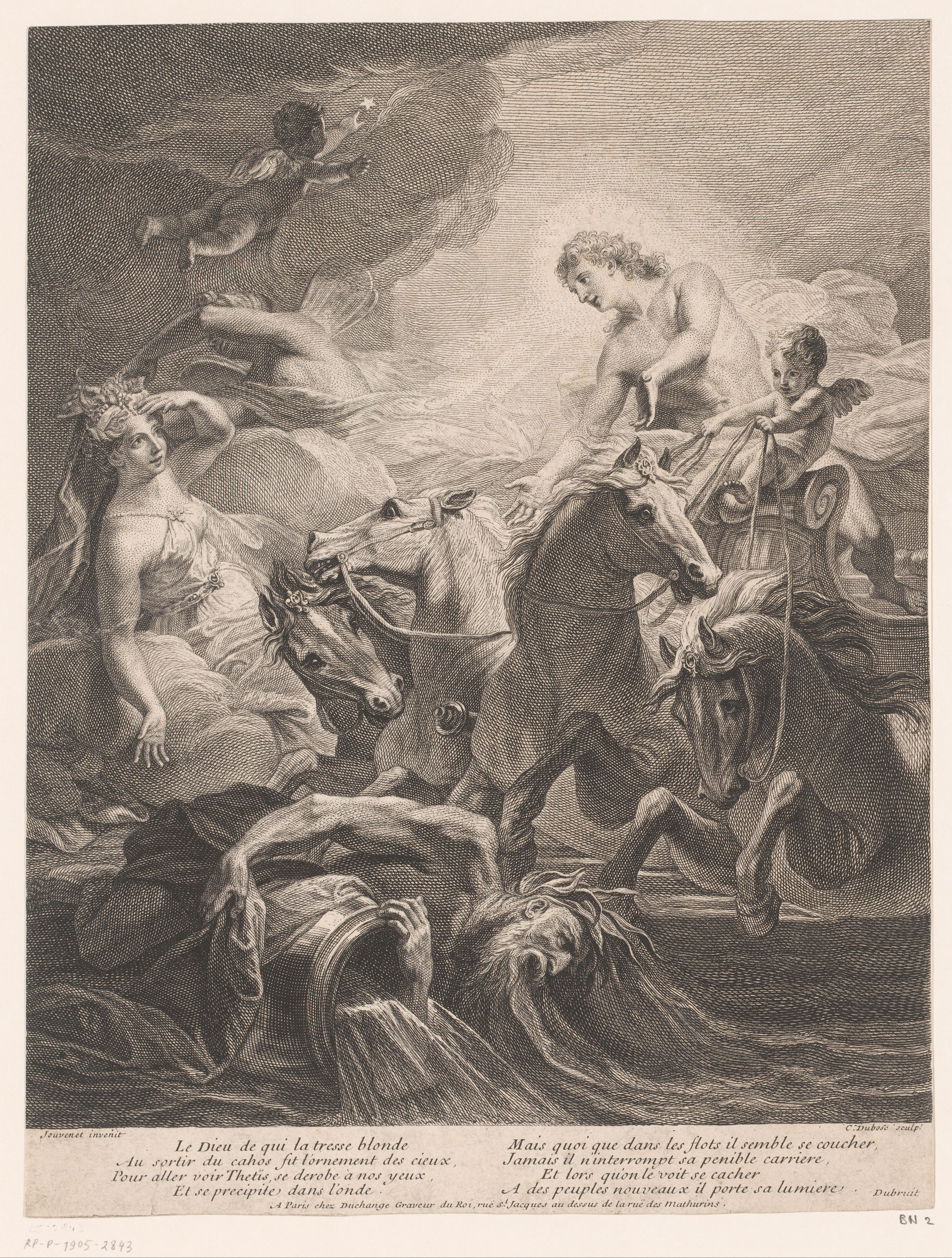
Явление Аполлона Фетиде По оригиналу Жана Жувене Рейксмюсеум, Амстердам
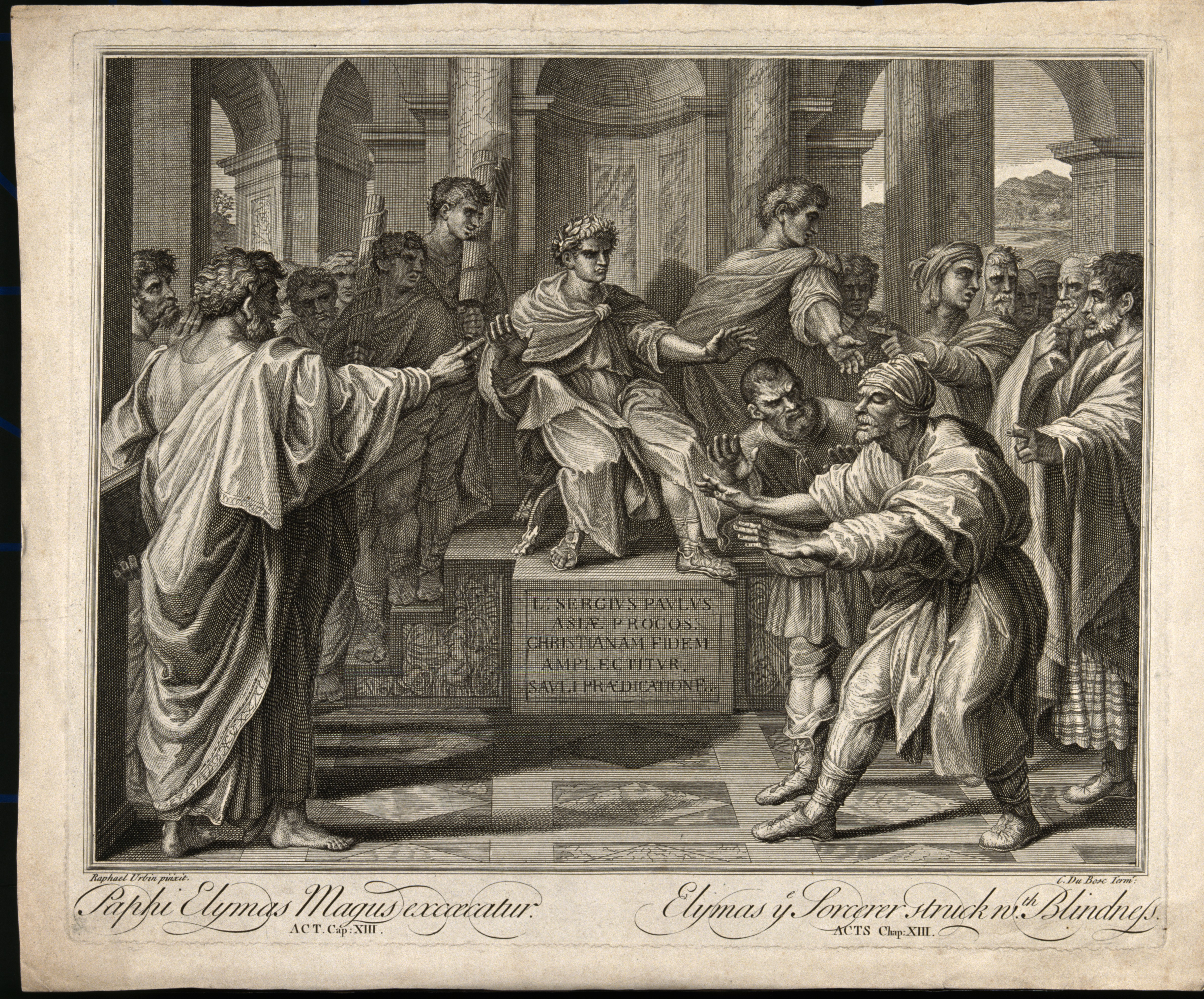
Обращение проконсула Сергия Павла По картону Рафаэля Коллекция Уэлком, Лондон
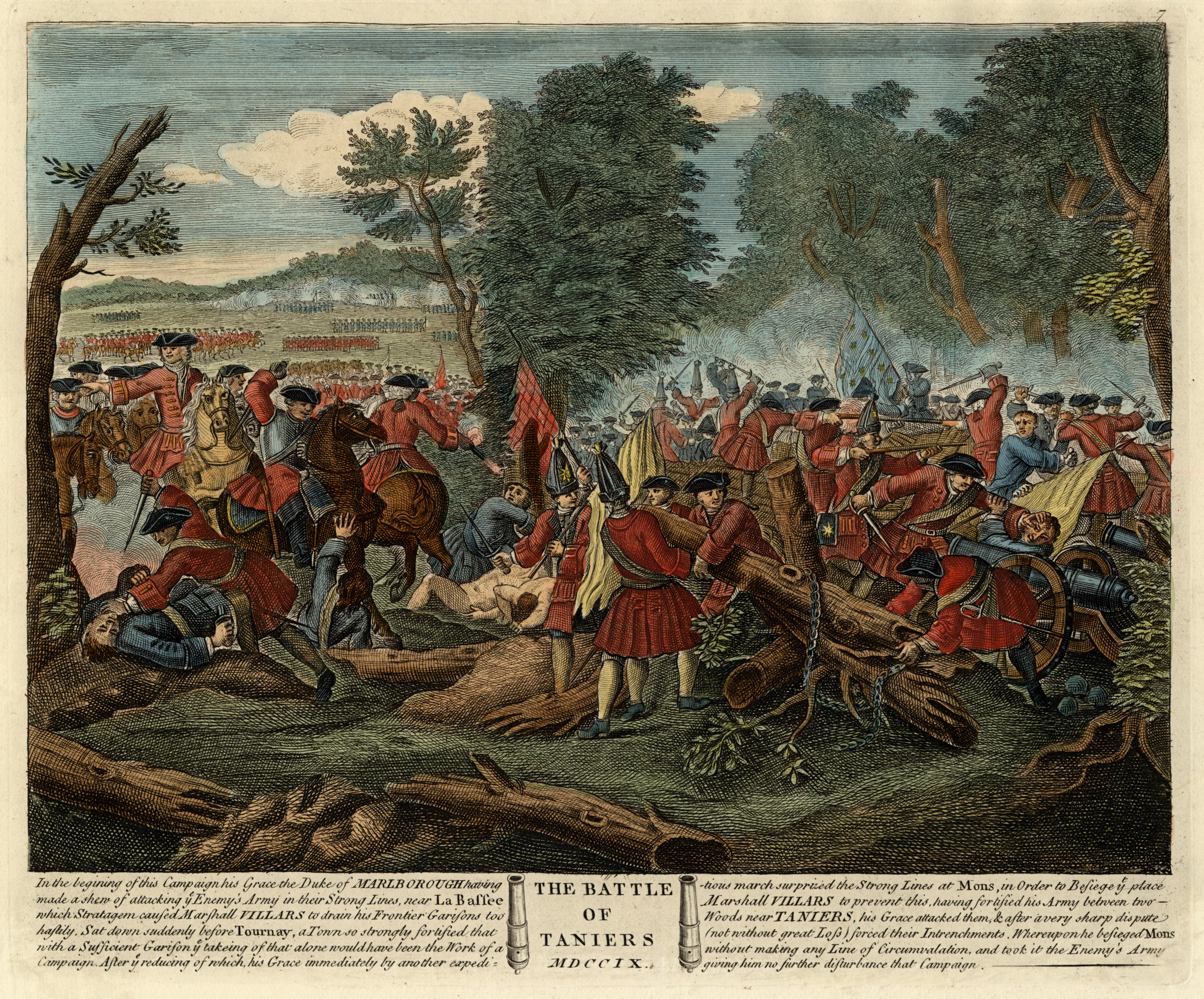
Битва при Мальплаке По оригиналу Луи Лагерра[англ.] Библиотека Брауновского университета, Провиденс
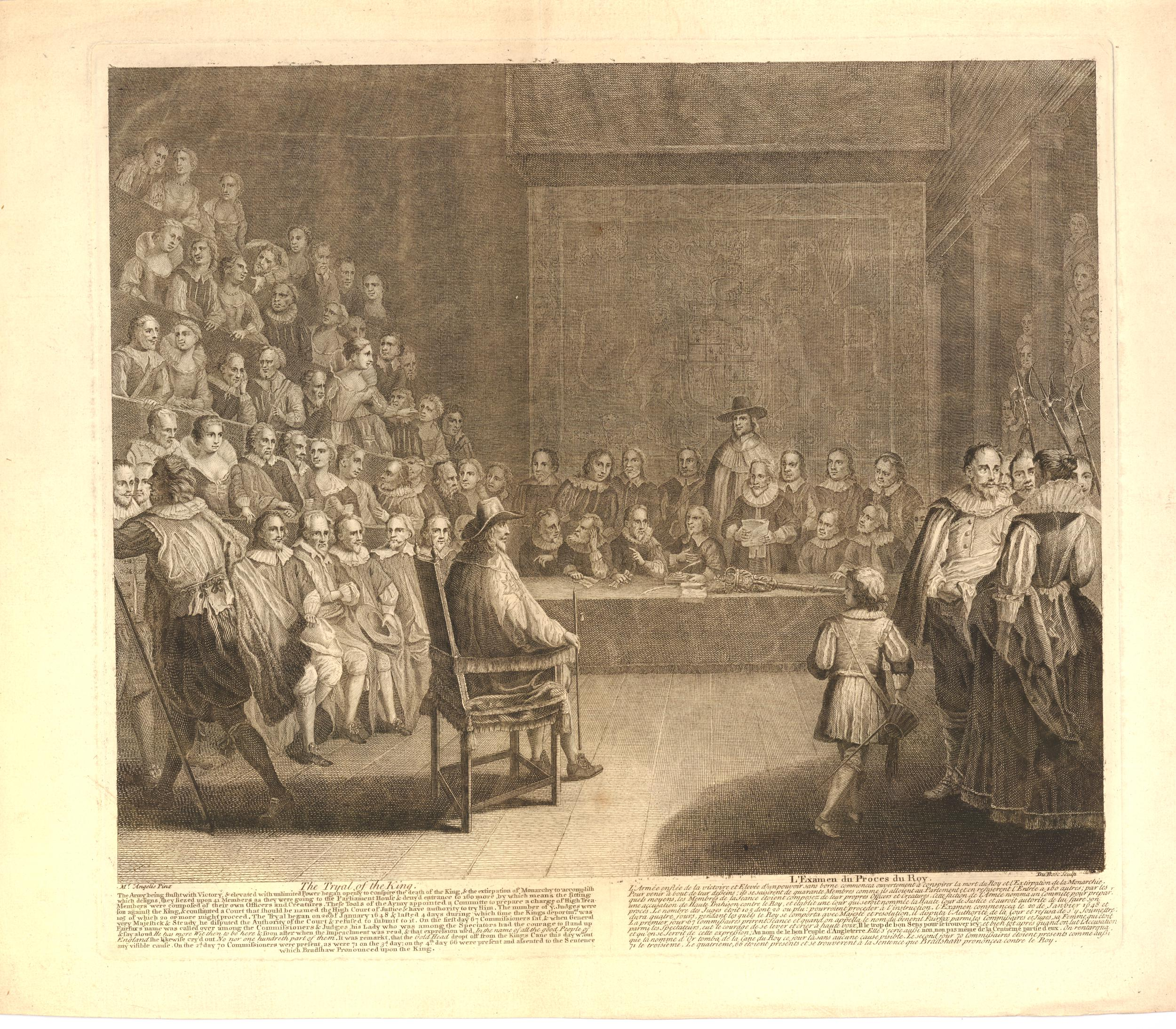
Суд над Карлом I Из серии «Деяния Карла I», по оригиналу Питера Ангелиса[англ.] Британский музей, Лондон
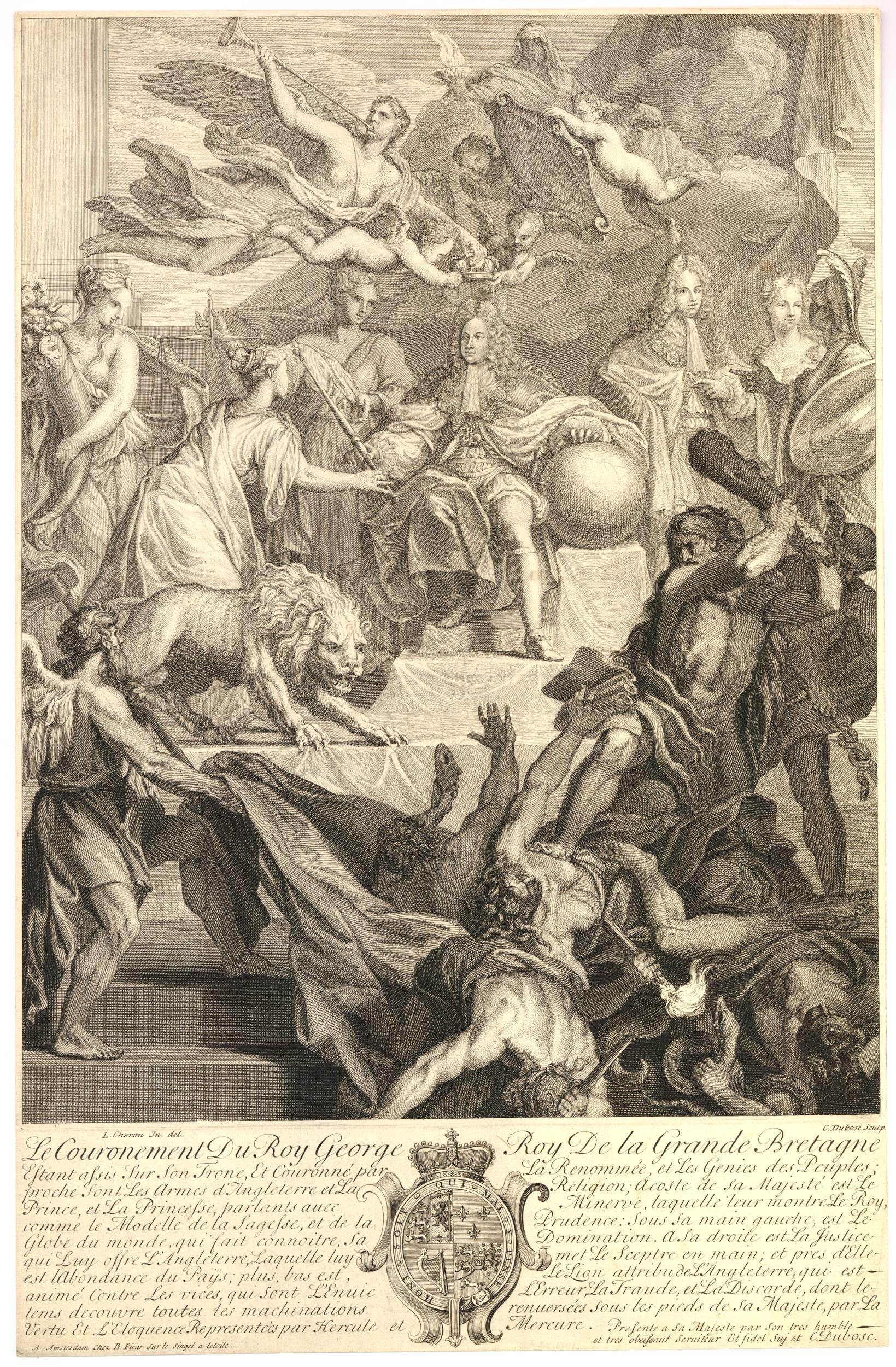
Аллегория на коронацию Георга I По оригиналу Луи Шерона[англ.] Британский музей, Лондон
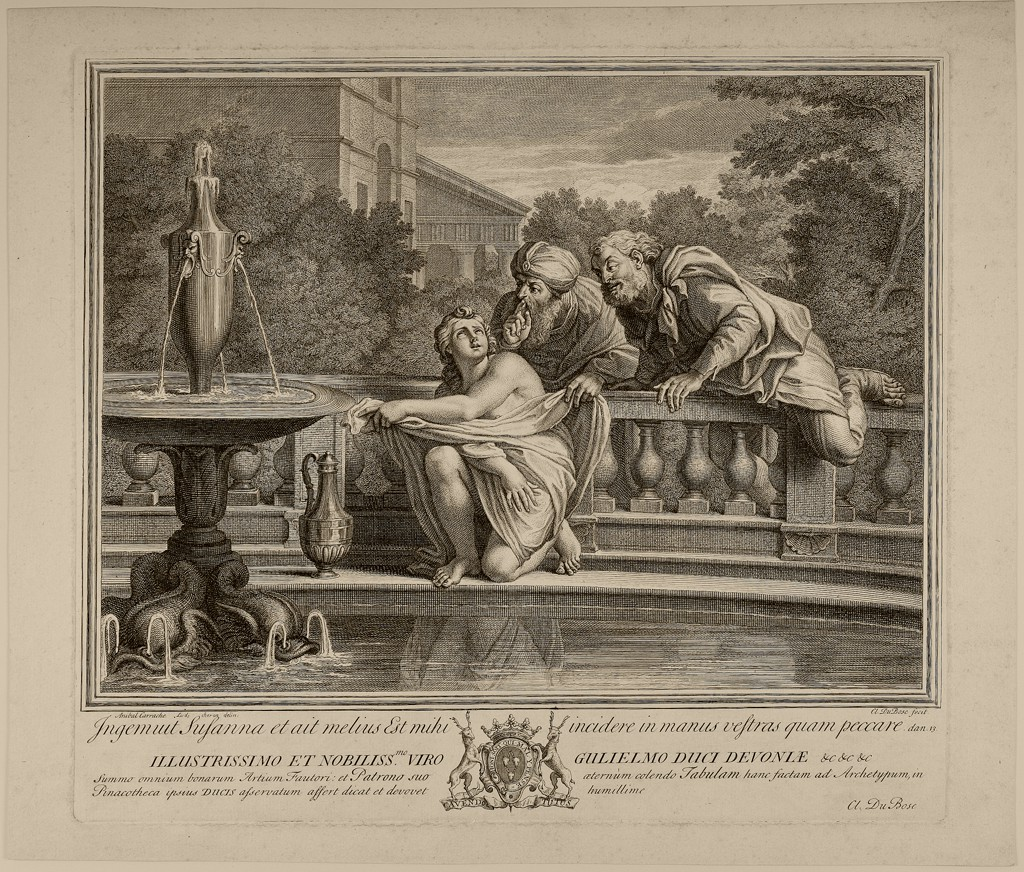
Сусанна и старцы По оригиналу Аннибале Карраччи Гарвардский художественный музей, Кембридж, Массачусетс
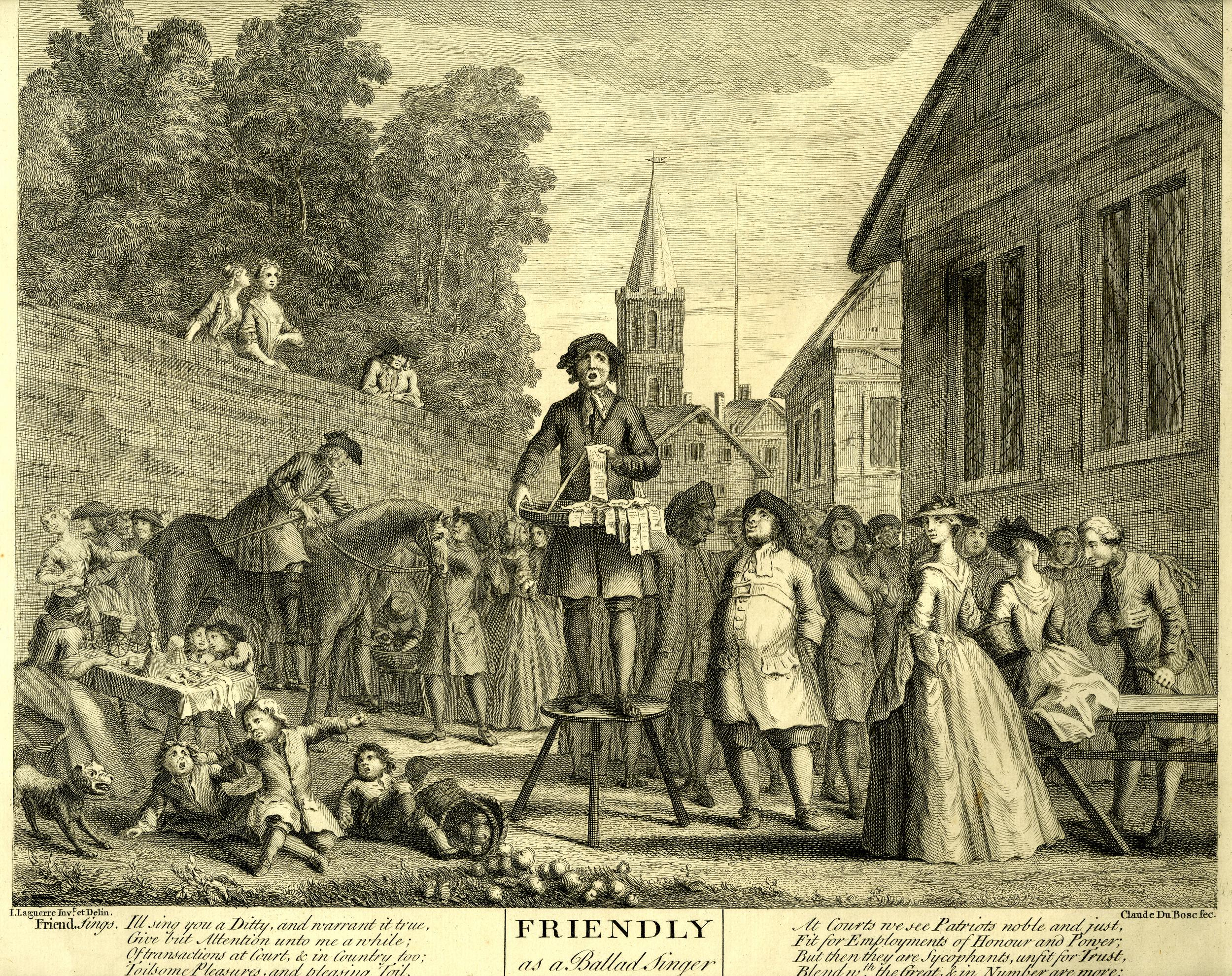
Баллада мистера Френдли Из серии «Уморы Хоба», по оригиналу Джона Лагерра Британский музей, Лондон
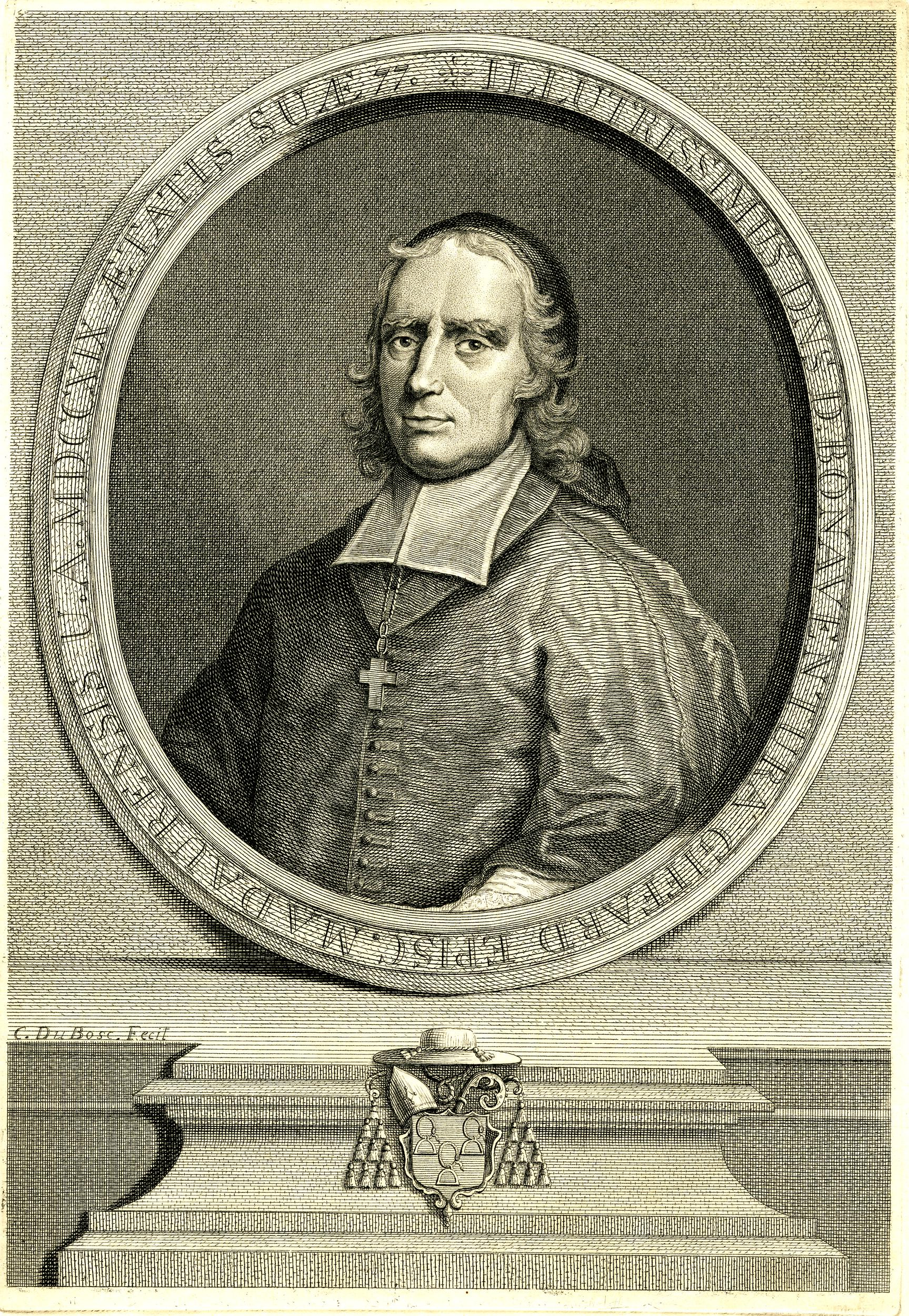
Портрет викария Бонавентуры Жиффара[англ.] Британский музей, Лондон
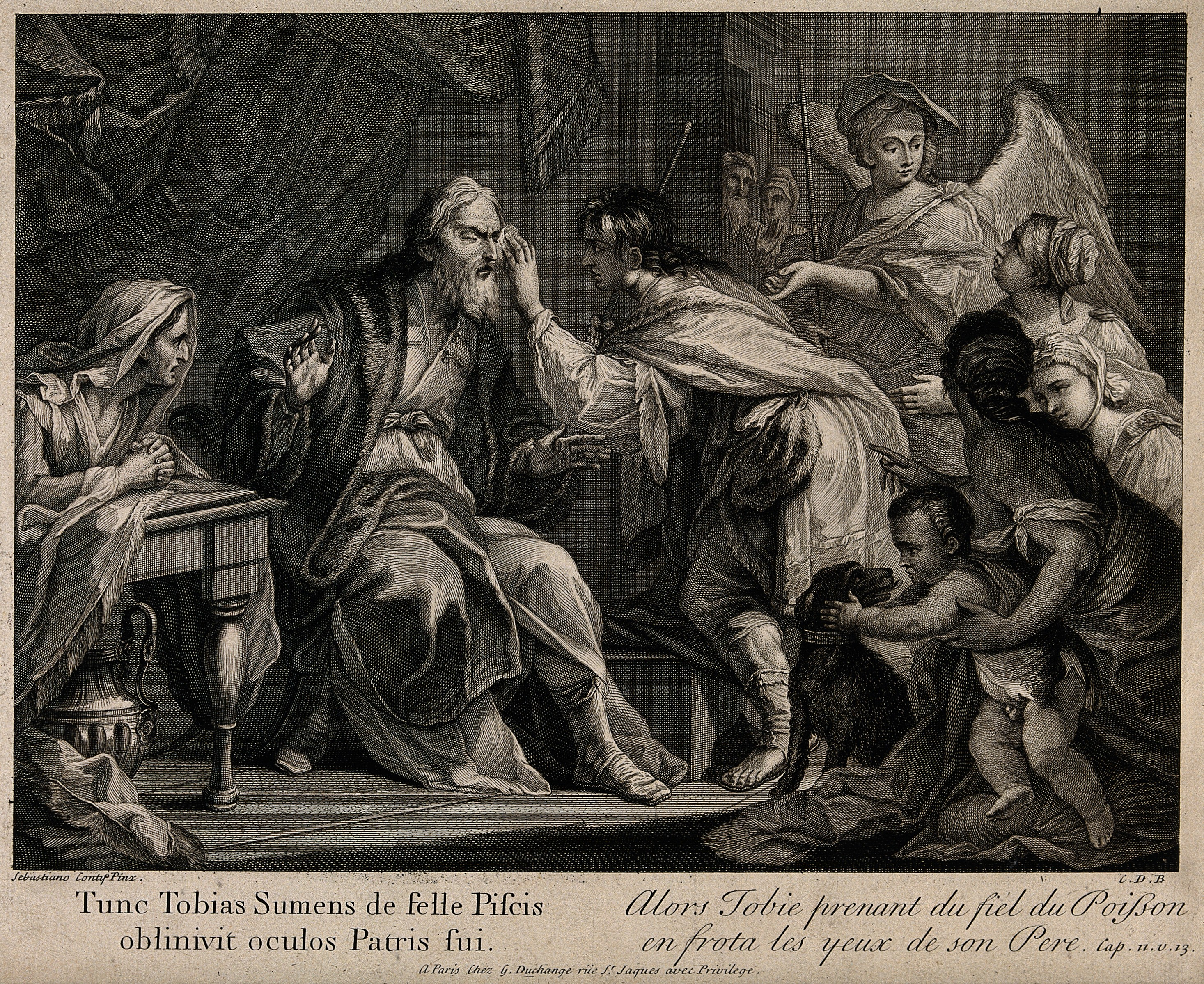
Исцеление Товита По оригиналу Себастиано Конти Коллекция Уэлком, Лондон
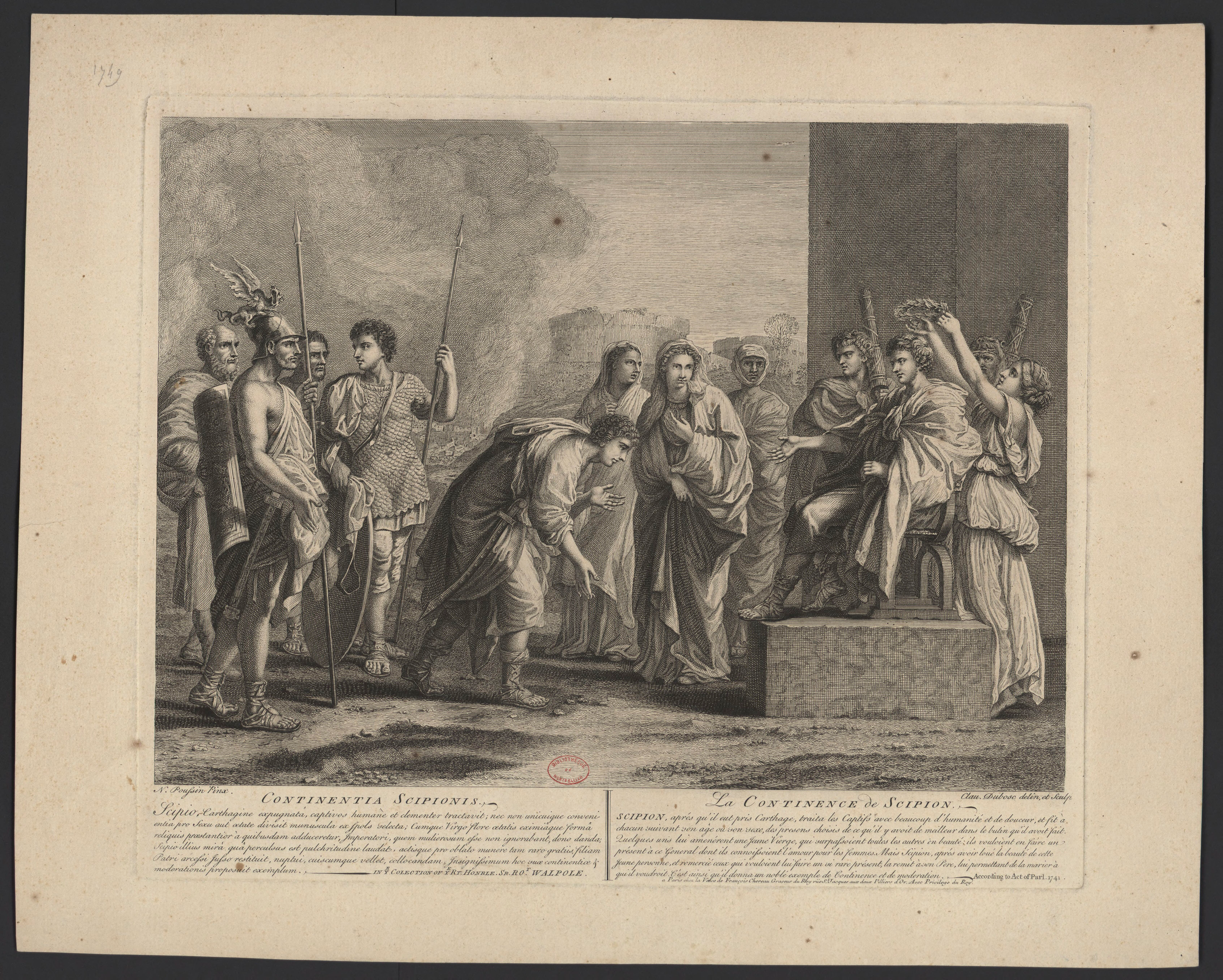
Великодушие Сципиона По оригиналу Никола Пуссена Национальная библиотека Франции, Париж
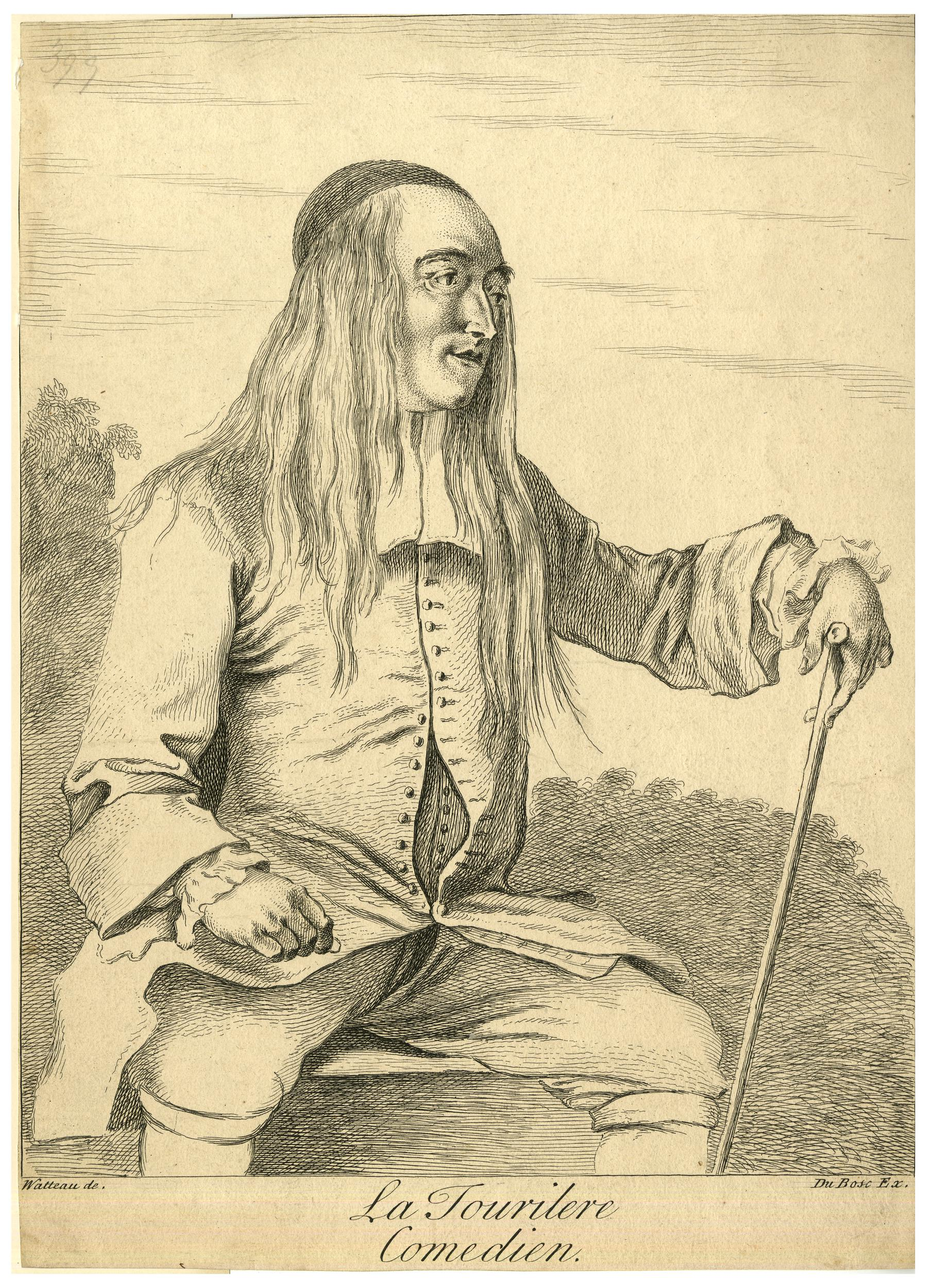
Актёр Ла Торильер Копия с эстампа Франсуа Буше, по оригиналу Антуана Ватто Британский музей, Лондон